# Świętnik
Świętnik (deutsch Heiligenfelde) ist ein Dorf in der polnischen Woiwodschaft Ermland-Masuren. Es gehört zur Landgemeinde Lidzbark Warmiński (Heilsberg) im Powiat Lidzbarski (Kreis Heilsberg).

## Geographische Lage
Świętnik liegt im nördlichen Westen der Woiwodschaft Ermland-Masuren, fünf Kilometer südöstlich der Kreisstadt Lidzbark Warmiński (Heilsberg).

## Geschichte
Das einst Heiligenfeld und erst nach 1820 Heiligenfelde genannte kleine Dorf wurde im Jahre 1874 Teil des soeben errichteten Amtsbezirks Heilsberg. Dieser gehörte zum ostpreußischen Kreis Heilsberg im Regierungsbezirk Königsberg.
129 Einwohner wies Heiligenfelde im Jahre 1910 auf. Ihre Zahl belief sich im Jahre 1933 auf 121 und im Jahre 1939 auf 126.
Als 1945 in Kriegsfolge das gesamte südliche Ostpreußen an Polen fiel, erhielt Heiligenfelde die polnische Namensform „Świętnik“. Heute ist das Dorf eine Ortschaft im Verbund der Gmina Lidzbark Warmiński (Landgemeinde Heilsberg) im Powiat Lidzbarski (Kreis Heilsberg), von 1975 bis 1998 der Woiwodschaft Olsztyn, seither der Woiwodschaft Ermland-Masuren zugehörig. Im Jahre 2021 zählte Świętnik 86 Einwohner.

## Religion
Świętnik gehört heute wie Heiligenfelde bereits vor 1945 zur römisch-katholischen Pfarrei in Lidzbark Warmiński (Heilsberg), die jetzt dem Erzbistum Ermland zugeordnet ist.
Bis 1945 war Heiligenfeld auch in die evangelische Kirche Heilsberg in der Kirchenprovinz Ostpreußen der Kirche der Altpreußischen Union eingepfarrt. Świętnik gehört heute zur Diözese Masuren der Evangelisch-Augsburgischen Kirche in Polen.

## Verkehr
Świętnik liegt südlich der Woiwodschaftsstraße 513 und ist über eine Nebenstraße, die zwei Kilometer südöstlich der Stadt Lidzbark Warmiński abzweigt und über Czarny Kierz (Blumenau) nach Tolniki Wielkie (Tollnigk) führt zu erreichen. Zwei von  Kłębowo (Wernegitten) bzw. von Medyny (Medien) kommenden Nebenstraßen enden in Świętnik.
Bis 1996 war Czarny Kierz die nächste Bahnstation. Sie lag an der Bahnstrecke Czerwonka–Kornewo (vor 1945: Niedersee–Rothfließ–Zinten–Königsberg) und ist heute nicht mehr existent.